# Amanda da Costa
Amanda da Costa (Bedford, Nova Iorque, EUA, 7 de outubro de 1989) é uma futebolista portuguesa que atua como média.
Atualmente (2017), joga pelo Boston Breakers, clube sediado na cidade de Boston nos EUA.
Fez a sua primeira internacionalização em 2015, fazendo atualmente (2017) parte da Seleção Portuguesa de Futebol Feminino.